# 倫巴赫河
51°4′18.556229″N 9°20′11.675262″E / 51.07182117472°N 9.33657646167°E
倫巴赫河（德語：Lembach），是德國的河流，位於該國中部，由黑森州負責管轄，屬於施瓦爾姆河的右支流，河道全長6.4公里，流域面積11.4平方公里，河口處在瓦伯恩附近。